# Chiesa del Santissimo Salvatore (Petralia Soprana)
La chiesa del Santissimo Salvatore è un luogo di culto prossimo a piazza Duomo (Û Chianu â Chiesa) vicino alla chiesa madre nel centro abitato di Petralia Soprana.

## Storia

### Epoca araba - normanna
Costruzione verosimilmente edificata su una preesistente struttura, secondo tradizione adibita a moschea. Edificio poi trasformato in chiesa dal Conte Ruggero ed elevato al titolo di Cappella Palatina, prima con riferimento alla vetusta costruzione fortificata posta sulla rocca volta a mezzogiorno, edificio documentato nel 985 dal geografo medievale Al-Muqaddasi nella b.ṭralîah araba.
In seguito, solo in epoca normanna è edificato in posizione più elevata il castello extra portam posto a settentrione, edificio atterrato dai Magnus Terremotus in terra Xiclis del 1542, dagli intensi sciami di scosse sismiche culminati con gli eventi distruttivi del 27 marzo e 8 giugno 1638, dal terremoto documentato dalle cronache cittadine il di marzo 1647, con le devastazioni arrecate dal terremoto del Val di Noto del 1693, infine dagli agenti endogeni di natura temporalesca del 1891, che ne decretarono la quasi totale demolizione dei ruderi a fine ottocento.
Nel 1066 il cronista di corte Goffredo Malaterra, documenta il primitivo maniero, alla stessa stregua di Filippo Cluverio e Tommaso Fazello, quest'ultimo con le sue ricognizioni e gli studi approfonditi, inquadra località e fortezza nei trattati di Geografia di Tolomeo.

### Epoca spagnola - borbonica
Ampliata e perfezionata nella seconda metà del XVIII secolo, alta espressione di architettura barocca in Sicilia, presenta una facciata e un impianto che ricorda la chiesa dei Santi Luca e Martina a Roma, opera di Pietro da Cortona.

## Interno
{Disposizione interna in aggiornamento}
L'interno a pianta ellittica è scandito da otto pilastri che determinano cappelle radiali di diverse dimensioni, le strutture sostengono la cupola centrale. Le superfici interne presentano un elegante apparato in stucco impreziosito da rilievi dorati.
L'architettura interna riflette lo stile borrominiano introdotto nell'isola, ispirato e/o frutto di contaminazione con riferimento a coevi poli monumentali della capitale, di Catania e molti altri centri minori del Val di Noto, specie in relazione ai grandi interventi di ricostruzione operati in seguito alle devastazioni determinate in gran parte della Sicilia dal terremoto del 1693.

### Lato destro
- Cappella di San Giuseppe. Statua lignea raffigurante San Giuseppe con il Bambino, opera attribuita a Filippo Quattrocchi o Girolamo Bagnasco. La scultura è racchiusa in una cornice in stile barocco riferita alla bottega di Pietro Bencivinni.
- Cappella della Vergine.[1] Ambiente caratterizzato da ciborio in marmo del tardo Quattrocento, realizzato da uno scultore attivo in Sicilia, che al posto del tabernacolo vero e proprio reca una scultura, opera proveniente dalla chiesa di Maria Santissima Annunziata del Carmelo. Il manufatto riproduce un tempietto con drappo a baldacchino, ai lati esterni di due lesene con motivi a candelabra, coppie di angeli su differenti livelli aprono, allargano e dispiegano il ricco panneggio, manto che accoglie schiere di serafini oranti, cherubini adoranti, putti osannanti. Nella predella sono raffigurati i dodici apostoli. Nella nicchia, puttini in posizione semi genuflessa, reggono sulle spalle la statua a tutto tondo della Vergine con il Bambino. Il delicato altorilievo esterno presenta indorature e toccature in oro atte a porre in risalto aureole, frange, ali, rilievi e motivi ad arabeschi.

### Lato sinistro
- Primo ambiente: Cappella di San Francesco di Paola. Statua lignea raffigurante San Francesco di Paola, firmata dal napoletano Lorenzo Cerasuolo nel 1767.
- Secondo ambiente: Cappella dell'Immacolata Concezione. Statua lignea raffigurante l'Immacolata Concezione, firmata da Gaetano La Rizza nel 1787.

### Altare maggiore
- San Salvatore, manufatto ligneo di fine XVII secolo, riferito all'intagliatore madonita Giovanni Pietro Ragona.

Altre opere:
- Pulpito, manufatto intarsiato in oro.
- Ninfa, raffinato e monumentale lampadario sospeso in cristallo sfaccettato, dono dei sopranesi emigrati in America.
- Santa Barbara, statua lignea, opera di Giovanni Pietro Ragona.
- Sant'Antonio con il Bambino, statua lignea, opera di Giovanni Pietro Ragona.
- Immacolata Concezione, manufatto ligneo del 1697c., riferito all'intagliatore madonita Giovanni Pietro Ragona, opera proveniente dalla chiesa di Santa Maria del Gesù del convento dell'Ordine dei frati minori riformati.
- San Leonardo.

## Sacrestia
L'arciprete Gaetano Ragonese decise di ricostruire gli ambienti nel 1865, conferendo l'interno fastoso in arredi e opere ivi custodite. All'ingresso è custodito uno spettacolare armadio, opera ottocentesca di Silvestre Sabatino da Petralia Soprana. Un incendio il 28 giugno 1916 ne distrusse la parte superiore, prontamente restaurata dai fratelli Grippaldi da Catania.
La decorazione parietale è costituita da affreschi e stucchi e un ricco ciclo di opere pittoriche su tela:
- Santa Caterina ispirata alla tela dello stesso soggetto dipinta a Collesano da Giuseppe d'Alvino, opera autografa di Giuseppe Salerno e realizzata probabilmente entro il primo decennio del XVII secolo.
- Sacra Famiglia con San Giovannino con affinità con la Madonna del Gatto di Federico Barocci della National Gallery di Londra, opera autografa di Giuseppe Salerno nel 1618.
- San Nicolò di Bari.
- Fuga in Egitto.
- San Francesco di Paola.
- Annunciazione, tela del Settecento di autore ignoto, opera proveniente dalla distrutta chiesa di Maria Santissima Annunziata del Carmelo.
- Crocefisso con anime del Purgatorio, olio su tela di autore ignoto, proviene dall'omonimo oratorio.
- San Gaetano.
- Arcangelo San Michele del XVIII secolo.
- Santa Rita in estasi.
- Sant'Anna che riceve Maria Bambina dalle mani dell'Eterno Padre raffigurata tra gli Angeli e San Gioacchino.
- San Giuseppe con Gesù, quest'ultimo raffigurato mentre sorregge il globo terrestre, opera di autore ignoto risalente al XV - XVI secolo.